# Guerras civiles venezolanas

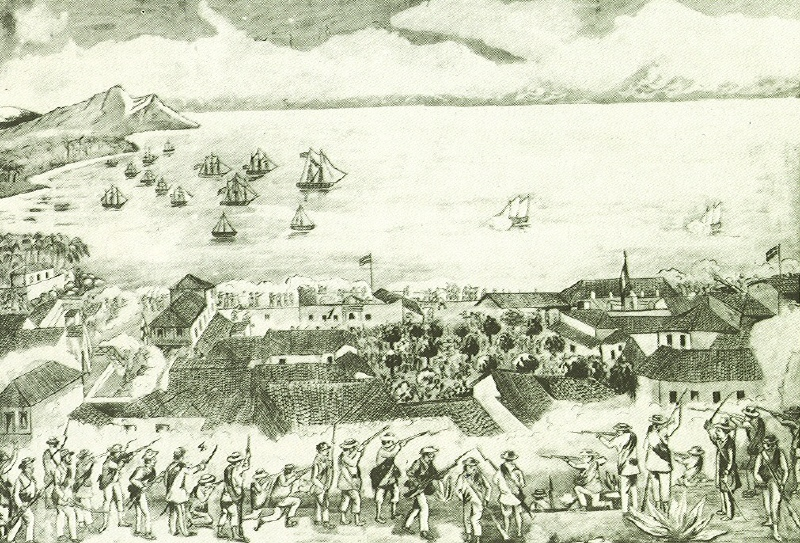
Combate de Maiquetia durante la Guerra Federal, la guerra civil más sangrienta de la historia de Venezuela.

Las llamadas guerras civiles de Venezuela fueron una larga serie de conflictos que asolaron dicho país (Venezuela) durante la mayor parte del siglo XIX e inicios del siglo XX, iniciando con la revolución de las Reformas en 1835 y acabando con la revolución Libertadora de 1902-1903. El período de inestabilidad terminó con la dictadura de Juan Vicente Gómez, quien acabó con los caudillos regionales al pasar el poder al alto mando central de las Fuerzas Armadas de Venezuela.

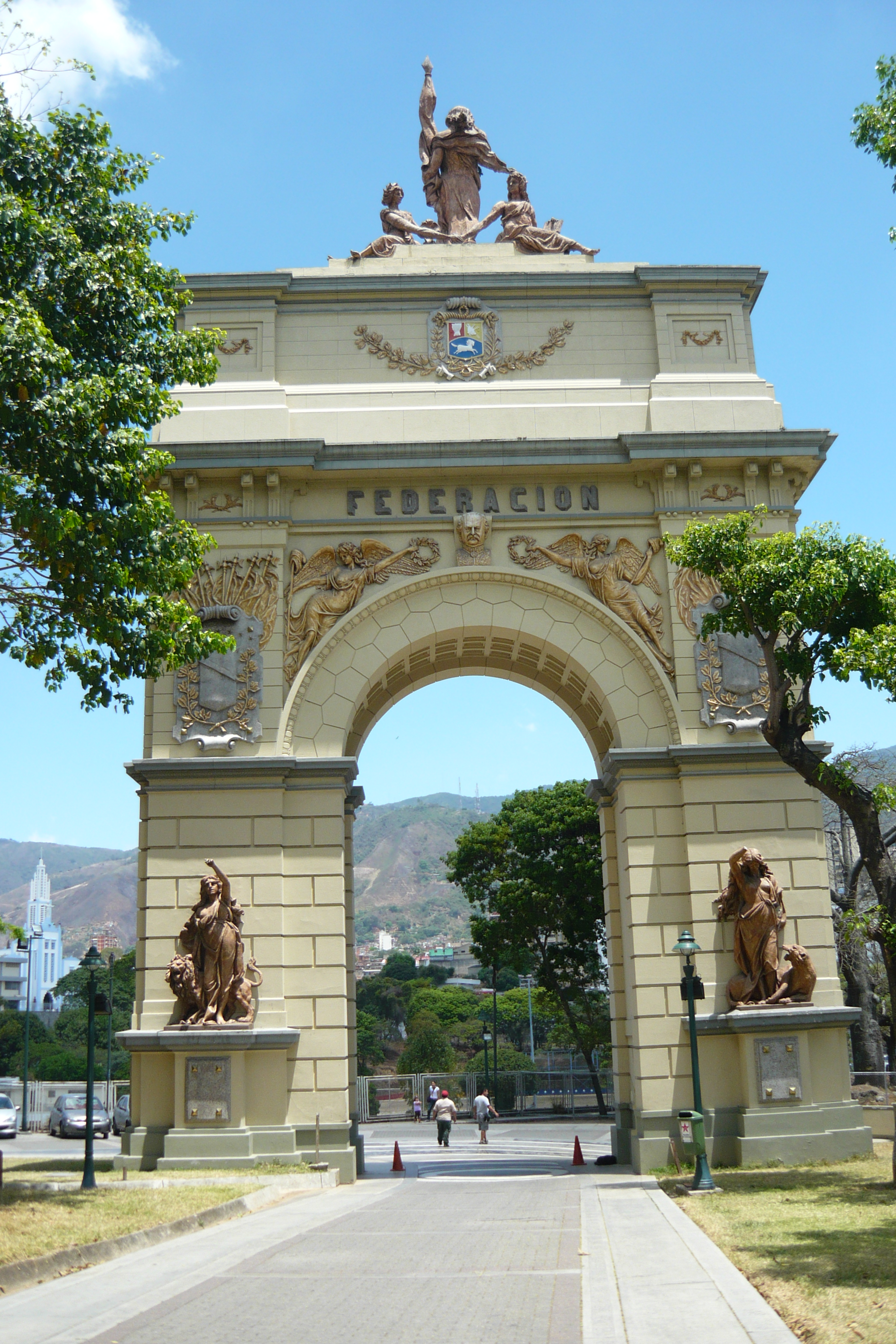
Arco de la Federación en Caracas. Este monumento conmemora la victoria de los liberales en la Guerra Federal.

Tras la independencia y la posterior disolución de la Gran Colombia en Venezuela no existía un gobierno fuerte con la autoridad y poder suficiente para garantizar el orden ni una idea de nación ni experiencia cívica. Esto conllevó a un fenómeno de caudillismo y militarismo en que jefes político-militares locales fueron capaces de enfrentar y derrotar al gobierno central siguiendo sus intereses particulares e ideológicos junto a masas populares que los apoyaban al sentirse identificados con ellos. Procesos similares se dieron en toda la América hispana tras el fin del dominio colonial español. Esto se debió en parte al debilitamiento que sufrió la clase gobernante, los mantuanos que ya gobernaban el país desde la época colonial. Durante la primera mitad del siglo el único personaje que logró convertirse en factor de relativa estabilidad fue José Antonio Páez gracias a su poder militar y solo su derrota en los campos de batalla terminó con su carrera política. El popular caudillo llanero se levantó varias veces contra gobiernos que consideraba habían violado la legalidad vigente o combatió contra quienes intentaban derribar gobiernos legítimos. Su única rebelión contra la legalidad habría sido la La Cosiata, y esta fue una reacción patriótica contra un proyecto supranacional al que la mayoría de los venezolanos no les interesaba embarcarse.
Entre 1830 y  1903 hubo un total de 166 revueltas armadas y casi cincuenta años de guerra. Se estima en un millón de muertos en total, un 70% de ellos no-combatientes caídos por las pestes, hambrunas, anarquía y represión política que trajeron las guerras. Otras fuentes rebajan la cifra a 260 000 muertos en combates, más 62 000 por terremotos y pestilencias, sin contar los caídos en la Guerra Federal. Solo hubo dos períodos en aquel siglo que los gobiernos fueron estables y duraderos: en 1835 a 1848 y 1870 a 1887.
El período de inestabilidad terminó con la dictadura de Juan Vicente Gómez quien gobernó Venezuela desde 1908 hasta su muerte en 1935, asegurando así una base fuerte para el poder estatal, acabando con los caudillos regionales al pasar el poder al alto mando central de las Fuerzas Armadas de Venezuela. Debido a estas guerras el país se empobreció y sufrió un relativo estancamiento demográfico.
Estas guerras civiles eran sobre todo combates entre milicias armadas, cada una organizada por su localidad de origen, así se reflejaban las alianzas de los grupos de poder regionales con el gobierno o los rebeldes en cada momento. Se daban casos en que los habitantes de pueblos vecinos o hasta de un mismo pueblo se enfrentaban a pequeña escala durante estas guerras civiles. Cada partido buscaba el apoyo de los caudillos regionales, quienes tenían el verdadero poder en aquella época.
La desorganización económica de la independencia fue profundizada por las guerras civiles, una larga anarquía. Páez y Soublette basaron su economía en el cacao, propia de su región, los llanos. En esos años los orientales, los llaneros y los corianos se disputaron la hegemonía en rápida sucesión. Guzmán Blanco, un caraqueño, consiguió mantenerse en el poder gracias al auge del café, al igual que los andinos Castro y Gómez.
Otra de las causas de las guerras civiles fue la debilidad del ejército del gobierno central. Por ejemplo, en 1833 disponía de apenas 2700 plazas de infantería, caballería y artillería, en 1837 eran 1400 infantes y 200 artilleros, entre 1838 y 1844 1000 de las tres armas, en 1846 crece a 2500 y en 1848 se reduce a 2000.
Diversas expediciones de guerrillas van sucesivamente apoderándose de Caracas durante ese siglo, marcando cambios constantes en el gobierno. Este proceso, en el que líderes regionales se sentían insatisfechos con el reparto del poder en la capital, se alzaban en armas y derrocaban a débiles gobiernos centrales tomando Caracas (esto se dio continuamente desde la Independencia). En 1812 los corianos de Monteverde organizan una expedición para derrocar a la Primera República; un año después los andinos de Bolívar y los orientales o guayanenses de Mariño acaban con la restauración monárquica; en 1814 Boves y sus llaneros arrasan con la Segunda República. Páez fue apoyado por los llaneros, Falcón por los corianos, Castro o Gómez por los andinos, los orientales a Nicolás Rolando Monteverde (liberal, colaborador de Andrade y después de Castro en sus primeros tiempos, a quien ayudó a enfrentar a las partidas mochistas en Guayana, caudillo principal de esa región entre 1899 y 1908). Este proceso continuo es finiquitado por Castro. Tras la victoria su victoria en 1899 se crea un moderno ejército nacional profesional que es capaz de someter a las milicias de llaneros, barloventeños, corianos y orientales que les salen al paso en la Revolución Libertadora. El caudillismo había sido aplacado temporalmente por el guzmancismo, sin embargo a su fallecimiento volvió a resurgir, lo que llevó a que durante el gobierno de Castro se tomaran medidas definitivas. Todos los caudillos pactaban con o luchaban contra cada gobierno, promovían revueltas locales o movimientos autonomistas y se involucraban en distintos bandos (según su interés momentáneo) en las rebeliones nacionales: contando con ejércitos leales garantizaban su preeminencia regional. Muchos de ellos se decían defensores del federalismo, entendido como «mantenimiento de las autonomías federales» y oposición a toda centralización del poder.
Inicialmente, los conservadores y liberales, que marcaron todo el siglo XIX con sus guerras por el poder en los Andes, buscaron identificarse con los colores de la bandera venezolana - amarillo, azul y rojo desde arriba hacia abajo-. Los primeros, partidarios de Páez, usaron el rojo para diferenciarse de los segundos, apoyados por los intelectuales de Caracas, veteranos frustrados por no haber recibido tierras y llaneros, que usaban el amarillo. Sin embargo, en 1867 se formó una alianza entre conservadores y sectores liberales para apoyar la revolución de José Tadeo Monagas, quien había utilizado el poder para beneficio personal junto a su hermano, José Gregorio, durante los años previos en que gobernaron. Para encarnar esta nueva unión, amarillos y rojos eligieron el color central de la bandera: el azul. A partir de la segunda mitad del siglo XIX los conservadores se identificaran con el color azul, y los liberales, empezando con los partidarios del gobierno de Juan Crisóstomo Falcón, siguieron utilizando el amarillo. Otro punto de diferencia era que los liberales apoyaban un sistema federal, mientras que los conservadores uno centralizado. Aunque eso era solo teórico, pues en el poder muchos liberales ejercieron un mandato autoritario, centrado en su persona, como Antonio Guzmán Blanco, fundador del Liberalismo Amarillo, quien también fue un anticlerical, partidario del liberalismo económico y benefactor de los poderosos que lo auparon al poder. En las últimas décadas del siglo los conservadores fueron quedando paulatinamente apartados del juego por el poder, encumbrándose los liberales. A partir de entonces las guerras civiles se libraran entre facciones de liberales, por ejemplo, algunas fieles al federalismo y otras partidarias del centralismo. En las últimas guerras civiles del país (1899 y 1901–1903) todos se autodenominaban liberales: el caudillo José Manuel Hernández y su Partido Liberal Nacionalista; también el dictador Castro, quien derrotó a los «liberales amarillos y a los liberales rojos y azules o blancos o tricolores».
Guzmán Blanco fue la figura dominante de las últimas décadas decimonónicas, el posterior debilitamiento de su figura sería sucedido durante los años 90 del siglo por un resurgimiento de la anarquía y el caudillismo. Ambos factores también estuvieron presentes en la Guerra Federal (1859–1863) y aún antes, en la Segunda República (1813–1814), cuando la incapacidad de las clases dominantes de cumplir con sus promesas y las aspiraciones del vulgo llevaran a violentísimas insurrecciones populares que devastaron Venezuela. La más antigua al mando de José Tomás Boves y la posterior dirigida por Ezequiel Zamora, dos caudillos que murieron en el camino por conseguir el poder. En cambio, desde la fragmentación de la Gran Colombia hasta la Guerra Federal la figura dominante en Venezuela fue Páez, personaje clave en intentar imponer un régimen estable en el país.

## Guerras civiles y caudillos

### Revolución de las Reformas
Los caudillos federales encabezados por Santiago Mariño se alzan contra el gobierno conservador de José María Vargas con apoyo de José Antonio Páez en junio de 1835. Mariño y sus seguidores son vencidos en marzo de 1836. Los conservadores mantienen el poder por más de una década. Nuevas rebeliones liberales, a menor escala, estallan en junio y septiembre de 1844.

### Insurrección campesina de 1846
Producida en septiembre de 1846, animada y dirigida por el liberal Ezequiel Zamora contra el presidente conservador Carlos Soublette. José Antonio Páez se convierte en el principal apoyo del gobierno y consigue pacificar el país para mayo de 1847. El poder de los conservadores es debilitado y se debe pactar para que un liberal como José Tadeo Monagas asuma el poder, se inicia el Monagato (1847–1858).

### Guerra civil venezolana de 1848–1849
La rebelión de Páez estalla el 4 de febrero de 1848, cuando el caudillo alza a sus llaneros contra el gobierno liberal de Monagas. Se les unen Zamora y Soublette. Forman una tropa 3000 hombres. Monagas envía 6000 soldados a enfrentarlo. Vencido en Los Araguatos (10 de marzo), huye al Caribe hasta reunir seguidores y seis mil mosquetes, se apodera de Maracaibo pero sus tropas son vencidas en Taratara (6 de abril), debiendo atrincherarse en Maracaibo. El 2 de julio de 1849 Paéz desembarca en La Vela de Coro y concentra 2000 rebeldes, pero es vencido en Casupo el 12 de agosto, rodeado por cuatro o cinco millares de soldados gubernamentales se rinde tres días después. Es desterrado, debiendo exiliarse hasta 1858.

### Rebelión de Barquisimeto
En agosto de 1853 en Cumaná se habían alzado un millar de conservadores exigiendo el retorno de Páez, rápidamente fueron aplastados y el gobierno decidió incrementar el ejército a 10 000 plazas. Una nueva revuelta en Barquisimeto estalló el 12 de julio de 1854 al mando de Juan Bautista Rodríguez, amotinándose 3000 hombres; de inmediato los divide en tres batallones para una ofensiva combinada al interior. Quince días después Rodríguez y 1700 soldados son vencidos cerca de su ciudad por 2500 gubernamentales. El 28 se rendían 1000 rebeldes dirigidos por Antonio José Vásquez. El tercer batallón se disolvió en Portuguesa en partidas guerrilleras. Una nueva rebelión de 150 soldados estalló el día 31 en la misma ciudad, pero a mediados de agosto se habían rendido.

### Revolución de Marzo
Los hermanos José Tadeo Monagas y José Gregorio Monagas se mantienen turnándose en el poder hasta el 5 de marzo de 1858, cuando rápidamente una revuelta acaudillada por el liberal (con apoyo de los conservadores) Julián Castro Contreras estalla en Valencia, pronto tiene más de cinco mil seguidores armados. El 18 de marzo Castro Contreras entra en Caracas, tres días después de la renuncia de los Monagas. La alianza entre liberales y conservadores dura poco, lo que desencadena un nuevo y peor conflicto.

### Guerra Federal

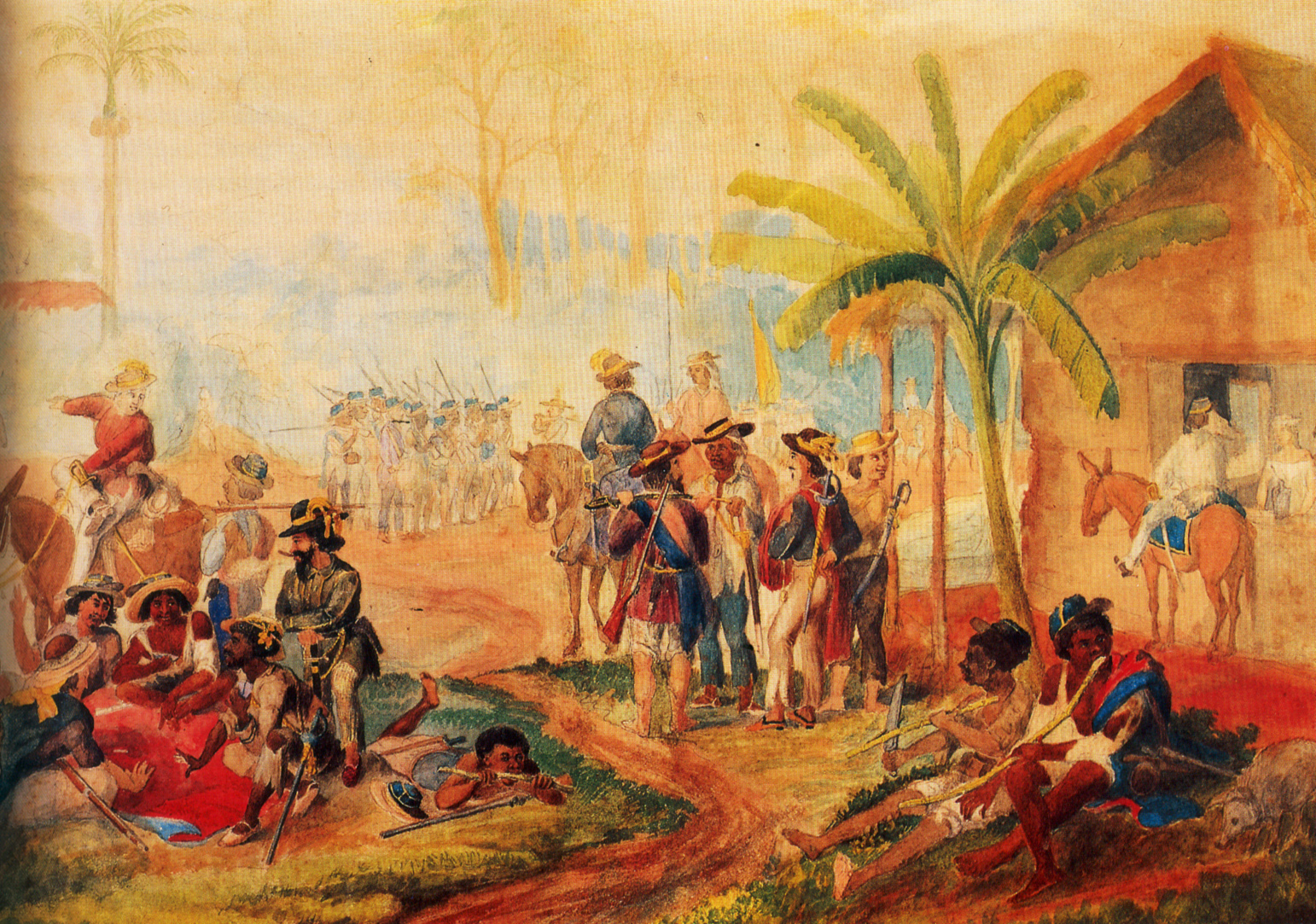
Guerra Federal.

Fue una insurrección masiva que estalló el 20 de febrero de 1859 bajo el mando de Zamora, formando un ejército de 3000 rebeldes (las guerrillas serán la mayoría de las acciones bélicas y las grandes batallas solo dos). Este vence en Santa Inés el 10 de diciembre de 1859 (2500 rebeldes vencen a 3200 gubernamentales, sufriendo 200 y 800 bajas respectivamente). Su ejército crece hasta los 7000 hombres con ayuda del oriental Juan Antonio Sotillo pero es asesinado el 10 de enero siguiente y sucedido por Juan Crisóstomo Falcón (muchos rebeldes desertan). El ejército liberal incluye 3000 llaneros orientales veteranos. Los liberales son vencidos en Coplé (17 de febrero de 1860) por León de Febres Cordero y 5000 soldados, pasándose a una etapa de guerra de guerrillas que sumerge al país en una profunda anarquía. Este conflicto fue el más sangriento de todos los vividos, entre 20 000 y 100 000 vidas se perdieron. El Tratado de Coche el 23 de mayo de 1863 pone fin a la guerra con la victoria de Falcón. Tras la caída de Guanare (5 de abril de 1863), los conservadores no tenían como resistir. Los liberales controlaban Coro, Maracaibo, Barquisimeto y Guayana, con dos ejércitos (4000 plazas en el oeste venezolano y 3000 en el sudoeste).

### La Genuina
En septiembre de 1867 el general Luciano Mendoza se alza en Bolívar contra Falcón, descontento con ese gobierno. En diciembre lo hacen los generales Miguel Antonio Rojas en Aragua y Pedro Arana en Carabobo. Falcón envía a los generales Pedro Manuel Rojas al sudeste y a José Loreto Arismendi y José Eusebio Acosta al oriente. Manuel Ezequiel Bruzual queda a cargo del Estado Mayor. Los rebeldes al mando del general Natividad Mendoza son vencidos en cerro La Esperanza, en Petare, por los generales gubernamentales Justo Valles y Vidal Rebolledo. Los rebeldes quedan obligados a limitarse a la actividad guerrillera. El 16 de octubre Blanco Guzmán negoció un acuerdo de paz con Mendoza. Dos días después se entregaba el indulto.

### Revolución Azul
Tras años de tensión política, el 12 de diciembre de 1867 se alzan José Tadeo Monagas y los rebeldes reconquistadores o azules (liberales descontentos y conservadores) contra el gobierno de Falcón. Suman 4000 soldados del Guárico, Carabobo y Aragua. Estos, al mando de Miguel Antonio Rojas, son vencidos doce días después cerca de la capital. El movimiento azul había comenzado con levantamientos autónomos y sin coordinación. El 25 de abril de 1868 Falcón debe renunciar, pero esto no satisface a los azules. El 6 de mayo se enfrentan en Las Adjuntas y cuatro días más tarde en Monte Caballería. El gobierno interino de Manuel Ezequiel Bruzual intenta negociar, pero Monagas concentra 4000 soldados alrededor de la capital. Entre el 22 y 25 de julio 3300 azules asaltan Caracas, defendida por 2300 gubernamentales. Mueren más de 1000 combatientes de ambos bandos. El 26 de junio de 1868 Monagas entraba en Caracas. Monagas nombra presidente interino a Guillermo Tell Villegas. Bruzual huye a La Guaira y después a Puerto Cabello, Monagas con 3000 plazas lo asedia durante diez días hasta la capitulación el 14 de agosto, muriendo Bruzual en los combates. Luego envía a Rojas a pacificar el oeste.

### Revolución de Abril

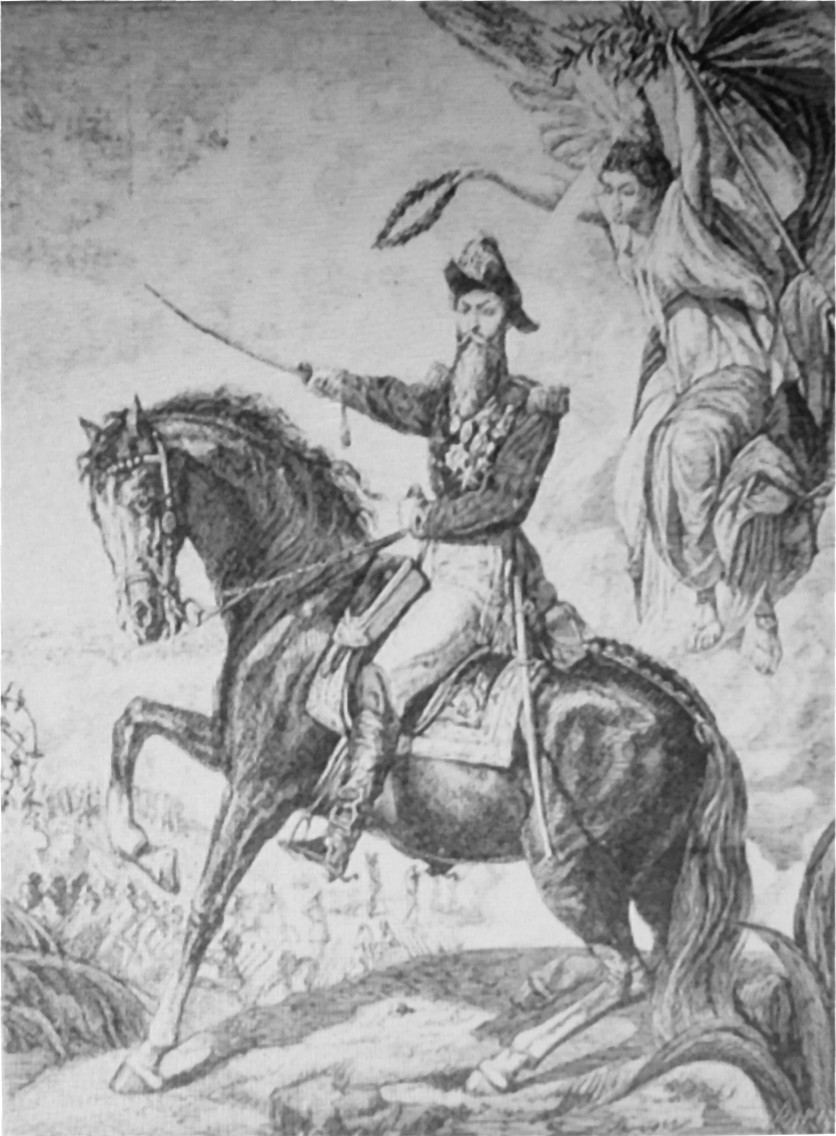
Antonio Guzmán Blanco en la Batalla de San Fernando de Apure.

Llamada también Revolución Amarilla, sucedió el 14 de agosto de 1869 cuando el liberal amarillo Antonio Guzmán Blanco intentaba buscar apoyo para enfrentar al gobierno de Monagas es atacado por el ejército. Debe refugiarse entre las delegaciones extranjeras y exiliarse. La rebelión estalla tras dos años de anarquía política durante el gobierno de Monagas. Su coalición liberal-conservadora se había fracturado cuando los conservadores empezaron a concentrar el poder. Guzmán Blanco desembarca en Curamichate, cerca de La Vela de Coro, el 14 de febrero de 1870. Había reunido 52 barcos en Curazao, trayendo material para armar rápidamente un ejército de 18 000 rebeldes. El 27 de abril, tras tres días de lucha, Guzmán Blanco y seis a ocho mil rebeldes entran en Caracas (la ciudad tenía apenas 1600–2000 defensores, la mayoría vecinos armados). Guzmán Blanco marcha con 6000 soldados sobre Apure, pacificándola para inicios de 1871 y asegurando su poder. Se inicia el largo periodo del Liberalismo Amarillo.

### Revolución de Coro
La Revolución de Coro o Colinada comienza en octubre de 1874, los rebeldes son comandados por el general León Colina pero para febrero siguiente estaban vencidos. En el oriente se alza el general José Ignacio Pulido Briceño. Guzmán Blanco debe dejar el poder pocos años después en favor de sus opositores.

### Revolución reivindicadora
Francisco Linares Alcántara inicia un gobierno muy contrario al Guzmanato, pero fallece el 30 de noviembre de 1878. El 3 de enero de 1879 Guzmán Blanco se alza contra su sucesor José Gregorio Valera. Rápidamente el grueso del ejército venezolano deserta, más de 10 000 soldados se unen al antiguo dictador mientras que solo 3000 permanecen leales al presidente. El rebelde divide su ejército en tres fuerzas y envía al general José Gregorio Cedeño con 2300 soldados a La Victoria, ahí se da la batalla decisiva el 6 de febrero. Mueren más de 2000 combatientes y apenas quedan 300 leales a Valera capaces de luchar. El 13 de febrero Cedeño entra en Caracas. Guzmán Blanco sigue en el poder hasta su muerte en 1888.

### Revolución Legalista

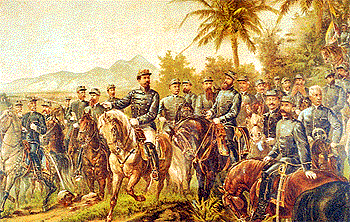
El General Joaquín Crespo y los jefes de la Revolución Legalista.

Guzmán Blanco es sucedido por sus lugartenientes con los gobiernos continuistas. El 11 de marzo de 1892 el liberal Joaquín Crespo se rebela con sus llaneros en el Guárico. El gobierno de Raimundo Andueza Palacio envía al general Sebastián Casañas con 4000 hombres a sofocar el movimiento, centrándose la lucha en Táchira, donde el gobernador Cipriano Castro se suma a los rebeldes. Tras algunas victorias iniciales, las fuerzas gubernamentales empiezan a retroceder en el oeste hasta la decisiva derrota en Táriba (14–15 de mayo), permitiendo a los rebeldes Castro y Juan Vicente Gómez entrar en Mérida a la cabeza de 3000 soldados. 
Tras este éxito Crespo pasó de movilizar pequeñas partidas a importantes contingentes en todo el país. El 17 de junio Andueza Palacio renuncia a la presidencia y Tell Villegas queda como interino. El 1 de julio, en La Cortada del Guayabo, se enfrentan dos ejércitos de cinco mil combatientes cada uno. Nueve mil rebeldes asaltan Villa de Cura el 9 de agosto. Tras una nueva derrota en Los Colorados, el 4 de octubre, el gobierno abandona la capital. Crespo se aproxima con 10 000 soldados y el 6 de octubre entra victorioso en Caracas.

### Revolución de Queipa
En 1897 Crespo organiza un fraude electoral para asegurar la victoria de su partidario, Ignacio Andrade. El candidato vencido y caudillo José Manuel Hernández se levanta el 17 de marzo de 1898. Los rebeldes de Hernández y Luis Loreto Lima suman 700 combatientes pero vencen al expresidente Crespo y 1500 plazas en Mata Carmelera, en Cojedes, el 16 de abril. Crespo muere en el combate. El ejército rebelde rápidamente crece a 16 000 combatientes, mientras que el gobierno tiene 20 000, incluyendo milicias de caudillos leales. El ministro de Guerra, Antonio Fernández, también es vencido el 5 de junio. Finalmente, Andrade encarga a Ramón Guerra la campaña. Este obliga a Hernández a capitular el 12 de junio en El Hacha, en Yaracuy.

### Revolución Liberal Restauradora

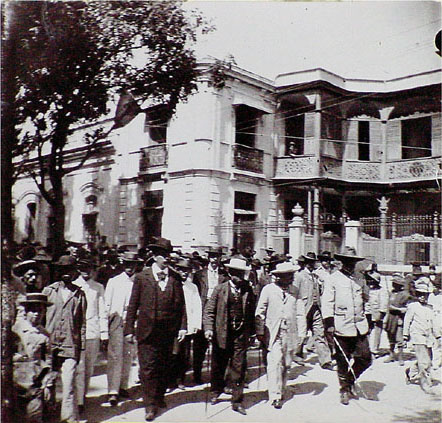
Cipriano Castro durante su entrada a Caracas en 1899.

Los venezolanos exiliados en Colombia al mando de Cipriano Castro regresan a su país en una expedición el 23 de mayo de 1899. Como la famosa Campaña Admirable en 1813, las fuerzas de los rebeldes o restauradores o tachirenses, crecen a medida que entran en el centro andino venezolano para derrocar al impopular gobierno de Andrade. Inicialmente Castro y 57 compañeros, pronto suman 700, vencen en Paso Yegüines a 5000 tropas gubernamentales y entran en Mérida. El 12 de septiembre con 2000 tropas vence en Tocuyito a 4000 o 4600 plazas gubernamentales comandadas por el ministro de Guerra, general Diego Bautista Ferrer, quien pierde 2000 hombres intentando asaltar las posiciones enemigas.
Dos días después Andrade asume el mando personal de la guerra y Castro lanza una ofensiva coordinada contra Caracas. Después de esto varios caudillos y sus milicias desertan para el bando rebelde: Leopoldo Baptista con 3000 seguidores y Luciano Mendoza con 4500. El 20 de octubre Andrade es derrocado en un golpe de Estado y forzado a exiliarse en Curazao. Con 10 000 soldados, Castro entra en la capital el 23 de octubre con los generales y caudillos Luciano Mendoza (liberal amarillo), Samuel Acosta y Luis Lima Loreto (nacionalistas liberales o "mochistas", es decir, fieles al caudillo José Manuel Hernández).

### Revolución Libertadora

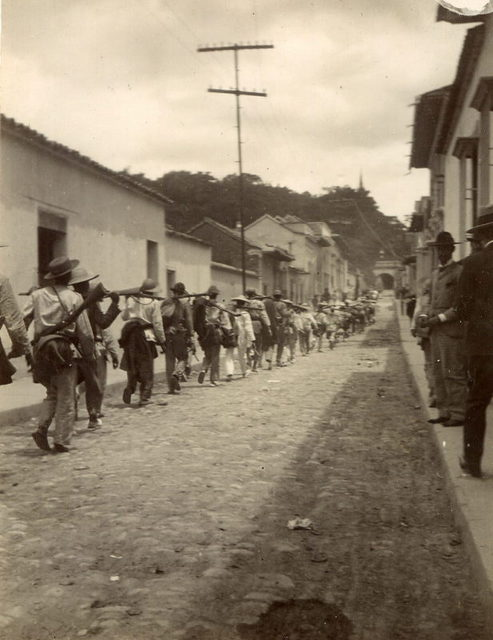
Soldados marchando durante la Revolución Libertadora.

Inicialmente, el 26 de julio de 1901 un ejército de 1000 exiliados y 5000 colombianos al mando de Carlos Rangel Garbiras intento regresar a su país, pero fueron vencidos en San Cristóbal. Ante las medidas de Castro, que buscaban centralizar el poder político y militar diversos caudillos se alzaron, inicialmente en focos aislados, pero posteriormente en una gran revuelta liderada por el banquero Manuel Antonio Matos, quien llevaba meses formando una coalición de oposición con políticos y militares, y apoyada por empresas extranjeras con intereses en el país. El primero en rebelarse fue el gobernador Mendoza de Aragua el 19 de diciembre. 
Castro envió a Gómez contra Mendoza, enfrentándose en San Mateo y Villa de Cura el 21 y 22 de diciembre respectivamente. Mendoza es vencido y perseguido. El 7 de febrero se produce una gran rebelión. Los mochistas estaban alzados en el centro y oeste del país, los amarillos en el este y la guarnición de Ciudad Bolívar se había alzado liderada por Nicolás Rolando. Tras la decisiva batalla de La Victoria (12 de octubre de 1902) los rebeldes empiezan a ser sometidos, el poderoso ejército de 12 000 a 16 000 combatientes que habían concentrado sufre 3000 bajas. Castro apenas tenía 6000 soldados. Es la última guerra civil del país y acaba el 21 de julio de 1903, después de tres días de asedio, cuando las tropas rolandistas se rinden en Ciudad Bolívar. Cipriano Castro se hace con el poder absoluto hasta ser derrocado por Juan Vicente Gómez en 1908.